# Gloria Maria Elizondo García
Pour les articles homonymes, voir Elizondo.
Gloria Maria Elizondo García, née le 26 août 1908 à Durango au Mexique, morte le 8 décembre 1966 à Monterrey, est une dirigeante d'entreprise mexicaine devenue religieuse, supérieure générale de la Congrégation des sœurs missionnaires catéchistes des pauvres.
Le pape François la reconnaît vénérable en 2020.

## Biographie
Speranza Elizondo García naît 26 août 1908 dans la ville de Durango au Mexique,. Elle a cinq ans lorsque la famille déménage à Monterrey.
Elle réussit en 1921 l'examen d'expert-comptable et commence à travailler en entreprise en 1923. En parallèle, elle participe à la Jeunesse catholique mexicaine et s'investit dans des œuvres caritatives, notamment à l'hôpital González, en visitant les malades et assurant la catéchèse auprès des enfants et des jeunes,.
Elle crée en 1941 sa propre entreprise, et devient en 1943 présidente de la Jeunesse catholique des femmes mexicaines. Elle institue des centres de catéchèse et d'évangélisation, s'occupe aussi de l'éducation chrétienne des prisonniers, favorise en 1946 la création d'un collège, organise en 1946 une mission populaire et devient Fille de Marie,.
Ressentant la vocation religieuse, Speranza Elizondo García quitte son travail et entre en 1954 dans la congrégation des Sœurs missionnaires catéchistes des pauvres où elle prend le nom de sœur Gloria Maria de Jésus. Elle publie en 1956 le livre Jesucristo et effectue sa première profession religieuse en mai 1957. En 1959, elle est maîtresse des novices,.
Élue supérieure générale de la congrégation le 19 mai 1961, bien que n'ayant pas encore prononcé ses vœux définitifs. Elle accepte par obéissance et humilité, et prononce ses vœux définitifs le 23 mai 1961,.
Comme supérieure générale, elle s'engage pour le renouvellement et l'expansion de son ordre, favorise le Mouvement Cursillos de Cristianidad, encourageant les débuts de Cursillos pour les femmes à Monterrey. Sa congrégation reçoit le 22 octobre 1964 le décret de louange du Vatican,.
Sa santé s'aggrave en juin 1965. Elle meurt le 8 décembre 1966 à Monterrey,.

## Procédure en béatification
La procédure pour l'éventuelle béatification de Gloria Maria di Gesù Elizondo García est ouverte au plan diocésain, puis transmise à Rome auprès de la Congrégation pour les causes des saints. 
Le pape François approuve le 19 juin 2020 la reconnaissance de l'héroïcité de ses vertus et la reconnaît ainsi vénérable,.
Sa fête est fixée au 8 décembre.